# 朱利亚诺·德·美第奇像

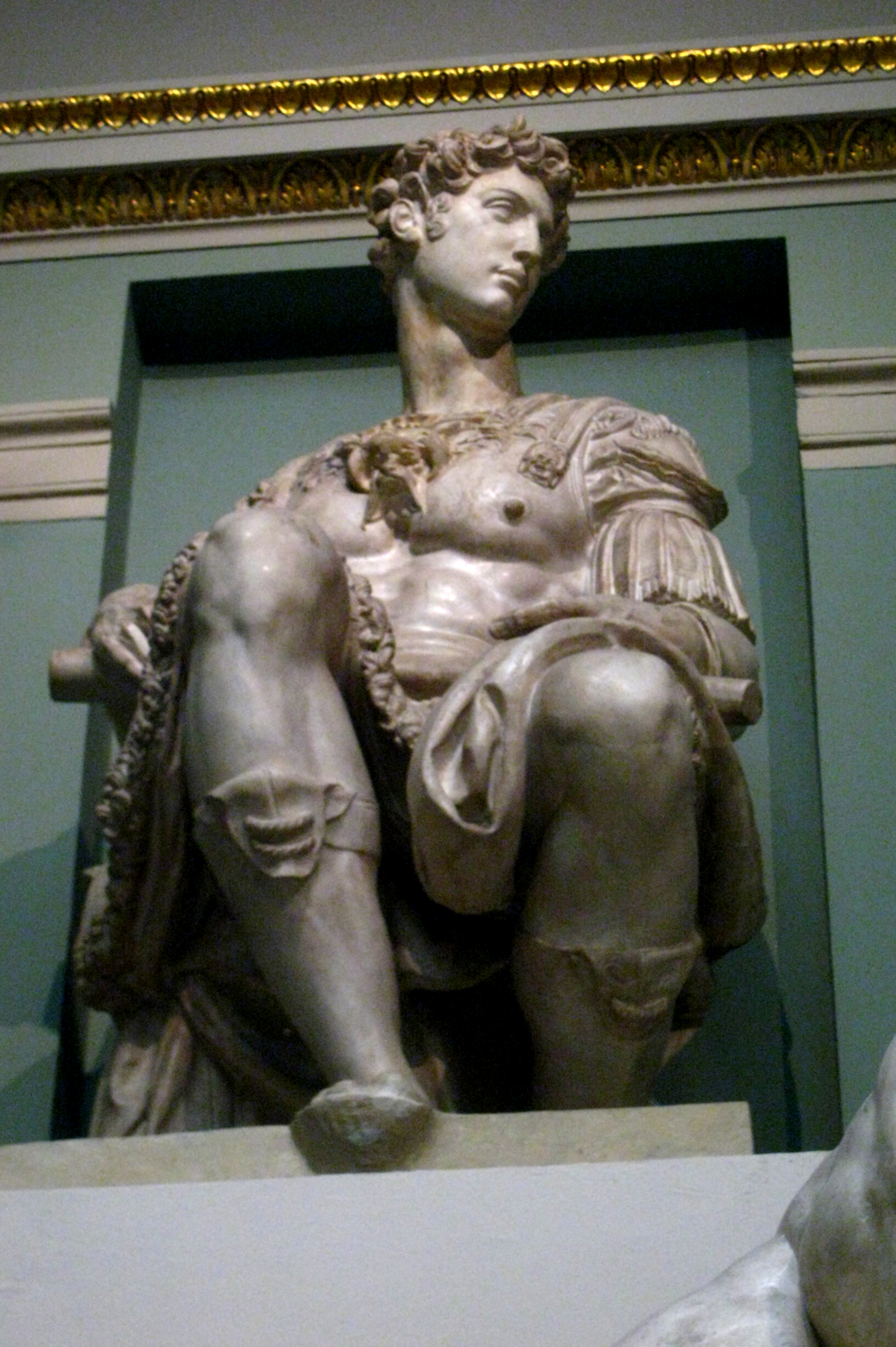

朱利亚诺·德·美第奇像（意大利语：Ritratto di Giuliano de' Medici duca di Nemours）是意大利文艺复兴全盛期大师米开朗基罗的一尊大理石雕塑，高1.68米，创作于1526–1534年。这尊雕塑位于意大利中部佛罗伦萨的圣老楞佐圣殿（San Lorenzo）美第奇小圣堂的新祭衣间（Sagrestia Nuova），用于装饰美第奇家族的朱利亚诺·德·美第奇 (内穆尔公爵)（1479–1516年）的陵墓。

## 流行文化
这尊雕塑的胸像，是日本动画《石膏男孩》的四个角色之一。